# 綾羅橋
39°2′2″N 125°45′53″E / 39.03389°N 125.76472°E
綾羅橋（朝鮮語：릉라교）是位於朝鮮平壤直轄市大同江上一座橋，是大同江六橋之一，位於玉流橋和清流橋之間。該橋連接了江右岸的牡丹峰區和左岸的大同江區，中跨綾羅島。橋總長1,070米，於1988年竣工。